# 1. Liga
1. Liga es la cuarta categoría del fútbol suizo. La división está dividida en tres grupos de 16 equipos, según la situación geográfica de las regiones en las que se encuentren los equipos.

## Formato Regional
El Grupo 1 contiene equipos del oeste de Suiza, donde se habla generalmente Francés. El Grupo 2 contiene equipos del centro de Suiza, que contienen regiones de habla alemana y francesa. El Grupo 3 contiene equipos del este de Suiza (y Liechtenstein) cuales son de habla alemana e italiana.
Dos equipos en total ascienden, al final de la temporada, a la tercera categoría, la Promotion League. Dichos equipos son determinados por un play-off que incluye a los dos primeros (1º y 2º) de cada grupo. Los dos equipos que acaben los últimos (15º y 16º), descenderán desde esta división a la 2. Liga interregional, que es la mayor de las ligas amateur de Suiza y que está dividida en 5 grupos regionales.
Algunos clubs de las dos grandes ligas en Suiza tienen equipos sub-21 jugando 1. Liga y menores. Dichos equipos no pueden ascender de la 1. Liga hacia delante, y si al final de la temporada acaban en las posiciones que dan lugar a los play-offs (1º y 2º), la opción de jugar el play-off será del tercero, o del cuarto en caso de que los dos primeros sean sub-21.

## Ganadores
| Temporada | Grupo 1                 | Grupo 2              | Grupo 3                | Grupo 4 | Ganadores de los Play-offs de ascenso.             |
| --------- | ----------------------- | -------------------- | ---------------------- | ------- | -------------------------------------------------- |
| 1999–00   | Chênois                 | Wangen bei Olten     | Locarno                | Vaduz   | Wangen bei Olten & Locarno                         |
| 2000–01   | Serrières               | Concordia            | Vaduz                  | Ninguno | Concordia & Vaduz                                  |
| 2001–02   | Colombier               | Schaffhausen         | Malcantone Agno        | Ninguno | Wohlen & Schaffhausen                              |
| 2002–03   | Meyrin                  | YF Juventus          | Malcantone Agno        | Ninguno | Bulle, Chiasso Malcantone Agno & Meyrin            |
| 2003–04   | Étoile-Carouge          | YF Juventus          | Locarno                | Ninguno | YF Juventus & Baulmes                              |
| 2004–05   | Lausanne-Sport          | Biel-Bienne          | Tuggen                 | Ninguno | Lausanne-Sport & Locarno                           |
| 2005–06   | Servette                | Biel-Bienne          | Tuggen                 | Ninguno | Delémont & Servette                                |
| 2006–07   | Étoile-Carouge          | Basel U-21           | Red Star Zürich        | Ninguno | Cham & Gossau                                      |
| 2007–08   | Nyon                    | Basel U-21           | Baden                  | Ninguno | Biel-Bienne & Nyon                                 |
| 2008–09   | Étoile-Carouge          | Basel U-21           | Chiasso                | Ninguno | Le Mont & Kriens                                   |
| 2009–10   | Sion U-21               | YF Juventus          | Chiasso                | Ninguno | Chiasso & Delémont                                 |
| 2010–11   | Meyrin                  | Schötz               | Brühl                  | —       | Brühl & Étoile-Carouge                             |
| 2011-12   | FC Sion II              | BSC Old Boys         | FC Tuggen              | —       | 11 equipos promovidos                              |
| 2012-13   | FC Le Mont              | FC Baden             | SC Cham                | —       | FC Le Mont & FC Köniz                              |
| 2013-14   | SC Düdingen             | Neuchâtel Xamax      | USV Eschen/Mauren      | —       | Neuchâtel Xamax & FC Rapperswil-Jona               |
| 2014-15   | FC Stade Lausanne-Ouchy | SC Cham              | FC Wettswil-Bonstetten | —       | SC Cham & SC Kriens                                |
| 2015-16   | FC Stade Lausanne-Ouchy | FC Münsingen         | FC Baden               | —       | FC Bavois, FC La Chaux-de-Fonds & FC United Zürich |
| 2016-17   | Yverdon Sport FC        | FC Luzern II         | FC Gossau              | —       | Yverdon Sport FC & FC Stade Lausanne-Ouchy         |
| 2017-18   | BSC Young Boys II       | FC Solothurn         | AC Bellinzona          | —       | AC Bellinzona & FC Münsingen                       |
| 2018-19   | Étoile-Carouge FC       | FC Black Stars Basel | FC Baden               | —       | Étoile-Carouge & FC Black Stars Basel              |